# Jekatierina Lubuszkina
Jekatierina Olegowna Lubuszkina, z d. Bogaczewa (ros. Екатерина Олеговна Любушкина, Богачёва; ur. 2 stycznia 1990 w Wołgogradzie) – rosyjska siatkarka, reprezentantka kraju, grająca na pozycji środkowej.

## Sukcesy klubowe
Puchar Rosji:
- 2007, 2018

Mistrzostwo Rosji:
- 2008, 2010[2], 2016, 2017, 2018, 2019
- 2009

Liga Mistrzyń:
- 2008, 2015

Superpuchar Rosji:
- 2017, 2018

## Sukcesy reprezentacyjne
Mistrzostwa Świata Kadetek:
- 2007

Mistrzostwa Europy Juniorek:
- 2008[3]

Grand Prix:
- 2015

Mistrzostwa Europy:
- 2015

Letnia Uniwersjada:
- 2017

Volley Masters Montreux:
- 2018

## Nagrody indywidualne
- 2008 - Najlepsza serwująca Mistrzostw Europy Juniorek